# خلبوداروفکا (شهرستان ملئوزوفسکی، باشقیرستان)
خلبوداروفکا (انگلیسی: Khlebodarovka, Meleuzovsky District, Republic of Bashkortostan) یک شهرک در شهرستان ملئوزوفسکی استان باشقیرستان کشور روسیه است.